# Marcello Amero d'Aste Stella
Marcello Amero d'Aste-Stella, marchese (Albenga, 1º aprile 1853 – Roma, 17 settembre 1931), è stato un ammiraglio e politico italiano.

## Biografia
Il marchese Marcello Amero d'Aste Stella fu un ammiraglio italiano della Regia Marina, Ministro della Marina e, più tardi, Senatore del Regno d'Italia.
Nacque a Leca, frazione del comune di Albenga, in provincia di Savona, dove la famiglia aveva la sua villa di campagna, Villa D'Aste. Figlio di Giuseppe Amero e Marina d'Aste, le sue origini provengono da un'antica famiglia di marinai ligure e discendente del Comandante della flotta genovese durante la battaglia di Lepanto, lo zio è Alessandro D'Aste Ricci, senatore e ammiraglio del Regno di Sardegna. Il suo nome completo è Marcello Paolo Camillo e il suo cognome al momento della nascita è Amero, cambiato per regio decreto in Amero d'Aste Stella. La sua famiglia aveva ottime tradizione nella regia marina sarda; non fu per lui difficile entrare nella regia scuola di marina di Genova, dal quale ne uscì guardiamarina nel 1871.
A 18 anni, dopo il conseguimento del grado di guardiamarina, partecipò assieme al Duca di Genova ad un viaggio di circumnavigazione attorno al mondo: tornato in Italia i meriti ricevuti in questo viaggio lo segnalarono fra gli alti ranghi della marina italiana.
Dal 16 novembre 1900, al 16 agosto 1901, ricoprì l'incarico di Capo ufficio del Direttore generale dell'Arsenale di Taranto e di Capo divisione del Ministero della marina dal 19 giugno 1902 al 3 maggio 1903 e di Membro del Consiglio superiore di marina dal 5 luglio 1906 al 21 febbraio 1907, ottenendo la promozione a contrammiraglio il 3 gennaio 1907.
Promosso viceammiraglio il 19 febbraio 1911, ricoprì da quella data e fino al 2 luglio 1911, la carica di Vicepresidente del Consiglio superiore di marina e di Presidente del Consiglio superiore di marina dal 2 luglio al 18 settembre 1911, incarico che ricoprì successivamente dal 17 marzo al 9 aprile 1912 e dal 21 agosto 1914 al 16 luglio 1916 e la carica di Segretario generale del Ministero della marina dal 18 settembre 1911 al 17 marzo 1912,
Con il grado di viceammiraglio, partecipò attivamente alla guerra italo-turca, assumendo il comando della squadra navale incaricata di sostenere gli sbarchi italiani in Cirenaica. Il 18 aprile 1912, in seguito alla decisione del governo italiano di estendere le operazioni militari ai possedimenti ottomani nell’Egeo, fu nominato comandante delle operazioni navali in quel settore. A lui fu affidata la Seconda Squadra Navale, di cui assunse il comando, scegliendo come nave ammiraglia la corazzata Regina Margherita.
Nel nuovo contesto operativo, il suo compito principale fu quello di supportare e proteggere il contingente italiano destinato allo sbarco, guidato dal generale Giovanni Ameglio. Alla sua squadra venne assegnato anche il trasporto del Corpo di spedizione dalla Libia all’isola di Rodi. Collaborò alla preparazione della prima impresa dei Dardanelli e fu figura centrale nell’occupazione dell’isola di Rodi, contribuendo in modo determinante al successo dell’operazione.
Fu lui a suggerire al generale Ameglio di effettuare lo sbarco nella rada di Kalitea, scelta che si rivelò decisiva. Prima di far scendere le truppe, ordinò l’invio di una squadra di ricognizione, che, dopo due ore di esplorazione, confermò l’assenza di forze nemiche nella zona. Ricevuto il rapporto, il viceammiraglio diede il via allo sbarco, con il generale Ameglio alla testa del contingente. L’operazione si concluse rapidamente e con perdite minime: già il 4 maggio le truppe italiane erano a terra, e il giorno successivo Rodi risultava occupata. Il 30 maggio 1912, il marchese D’Aste Stella riportò a Taranto la squadra navale.
Nei mesi successivi, in un contesto politico particolarmente delicato, al viceammiraglio fu ordinato di eseguire una dimostrazione navale al largo delle coste della Siria. Il 22 agosto lasciò il porto con la Seconda Squadra, composta da due divisioni di tre unità ciascuna, con precise istruzioni a procedere con estrema cautela. La sua strategia si rivelò efficace sotto il profilo psicologico: separò le due divisioni e, senza sparare un colpo, riuscì a diffondere il panico lungo le coste dell’Asia Minore e della Siria.
Nonostante il successo dell’azione dimostrativa, l’Impero Ottomano non avviò immediatamente i negoziati di pace, come auspicato dall’Italia. Il 12 ottobre il viceammiraglio ricevette l’ordine di procedere, per motivi politici, al bombardamento di Smirne. Tuttavia, il 15 ottobre, con l’avvio degli accordi preliminari di pace, l’operazione fu annullata.
Fu sposato con Assandri Annunziata, detta Nunzia, dalla quale ebbe quattro figli Alessandro, Gaetano, Maria Teresa, Bruno. Ottenne il titolo di marchese non dalla nascita ma solo il 23 giugno 1912, titolo concesso Motu proprio dal Re.
Dopo la guerra, fino al 25 agosto 1914, fu comandante in capo dell'armata navale italiana e nominato Senatore da re Vittorio Emanuele III con relatore Fiorenzo Bava Beccaris il 30 dicembre 1914. Collocato nella riserva navale il 19 luglio 1916 Per raggiunti limiti di età fu messo in ausiliaria nel 1918, il 23 dicembre 1923 venne nominato viceammiraglio d'armata della riserva e collocato a riposo il 22 giugno 1924. Nominato Ammiraglio d'armata nella riserva il 16 settembre 1926 il 1º aprile 1931 venne collocato a riposo assoluto.
Come senatore ebbe anche alcuni incarichi diplomatici a Costantinopoli, all'Aia ed a Londra. Dal 1921 fu presidente della commissione parlamentare d'inchiesta che censì i danni e le perdite della Grande Guerra e continuò a partecipare ai lavori del Senato fino alla sua scomparsa, avvenuta a Roma il 17 settembre del 1931. Riposa nella cappella di famiglia a Roma nel complesso Monumentale del Verano.